# Gonzalo Escobar
Gonzalo Escobar (Manta, 20 de janeiro de 1989) é um tenista profissional equatoriano.